# Naufragio del Droits de l'Homme
El Naufragio del Droits de l'Homme, en inglés Action of 13 January 1797, es la conclusión de una batalla naval entre un  buque de línea francés y dos fragatas británicas frente a las costas de Bretaña durante las guerras de la Revolución Francesa. Durante esta batalla, que tuvo lugar con mal tiempo, el barco francés encalló en  bancos de arena, lo que provocó la muerte de 250 a 400 de los 1300 marineros a bordo. La fragata inglesa HMS Amazon también se perdió durante la batalla, encallando en un banco de arena.
El Droits de l'Homme, un buque de 74 cañones, había participado en la «Expedición de Irlanda», un intento fallido de enviar una fuerza expedicionaria francesa para invadir Irlanda. Durante esta expedición, la flota francesa, enfrentada a la falta de coordinación de sus líderes y a las condiciones climáticas desfavorables, se vio finalmente obligada a regresar a Francia sin poder desembarcar un solo soldado. Se ordenó a dos fragatas británicas, la HMS Indefatigable de 44 cañones y la HMS Amazon de 36 cañones, que patrullaran el Canal de la Mancha frente a Ushant con la misión de interceptar a la flota francesa que regresaba de Irlanda. Vieron al Droits de l'Homme en la tarde del 13 de enero.
La batalla duró más de quince horas, a pesar de los violentos vendavales y la proximidad de la rocosa costa bretona. El mar estaba tan agitado que el barco francés no podía abrir su batería inferior, la más potente, y por lo tanto solo podía disparar con los cañones de las cubiertas superiores, reduciendo significativamente la ventaja que un barco de línea tenía sobre las fragatas más pequeñas. El daño infligido por los barcos ingleses más maniobrables fue tal que, a medida que el viento aumentaba su fuerza, la tripulación francesa perdió el control y fue empujada hacia un banco de arena en el que se desintegró.

## Antecedentes

### Intento de invasión francesa en Irlanda
En diciembre de 1796, durante las Guerras revolucionarias francesas, una fuerza expedicionaria francesa fue enviada desde  Brest para invadir Irlanda. Este ejército de 18 000 hombres iba a ser reforzado por miembros de una organización secreta de  nacionalistas irlandeses conocidos como los  Irlandeses Unidos y provocar un levantamiento generalizado en la isla. Se esperaba en Francia en ese momento que la guerra resultante obligara a Gran Bretaña a hacer la paz con la República Francesa. Dirigida por el Vicealmirante Morard de Gales, el General Lazare Hoche y el jefe de los irlandeses unidos Wolfe Tone, la flota de invasión consistía en 17 buques de línea, 27 buques de guerra más pequeños y buques de transporte, que transportaban numerosas piezas de artillería de campaña y equipo para las fuerzas irlandesas que esperaban levantar.

### Salida de Brest
Morard de Galles planeó navegar su flota desde el arsenal de Brest, aprovechando la oscuridad, durante la noche del 15 al 16 de diciembre. La Flota del Canal de la Mancha solía mantener una escuadra frente a Brest para llevar a cabo el bloqueo del puerto, pero su comandante, el contralmirante John Colpoys, había retirado sus fuerzas de 20 millas náuticas, 37 km, a 40 millas náuticas , 74,1 km, al noroeste de Brest a causa de las violentas tormentas invernales que barrieron el Atlántico. Los únicos buques británicos a la vista de Brest formaban parte de una escuadra de fragatas costeras a las órdenes de Edward Pellew en el HMS Indefatigable, acompañados por el HMS Amazon, el HMS Phoebe, el HMS Revolutionary y el lugre HMS Duque de York. Pellew ya era famoso por ser el primer oficial naval británico en capturar una fragata francesa, la Cleopatra en 1793. Más tarde capturó el Pomona y el Virginia en 1794 y 1796, y salvó 500 vidas después del hundimiento del Dutton, un  East Indiaman, en enero de 1796. Por estas acciones, se le hace Knight Bachelor antes de ser hecho baronet. El Indefatigable era un buque raso, una de las mayores fragatas en servicio en la Marina Real, construido originalmente como un buque de 64 cañones del tercer rango y reducido a 44 cañones en 1795 para permitirle ser lo suficientemente rápido y maniobrable para enfrentarse a las mayores fragatas francesas. Armado con cañones de 24 libras en la cubierta principal y 42 libras en el baluarte, tenía un armamento superior al de las fragatas francesas.

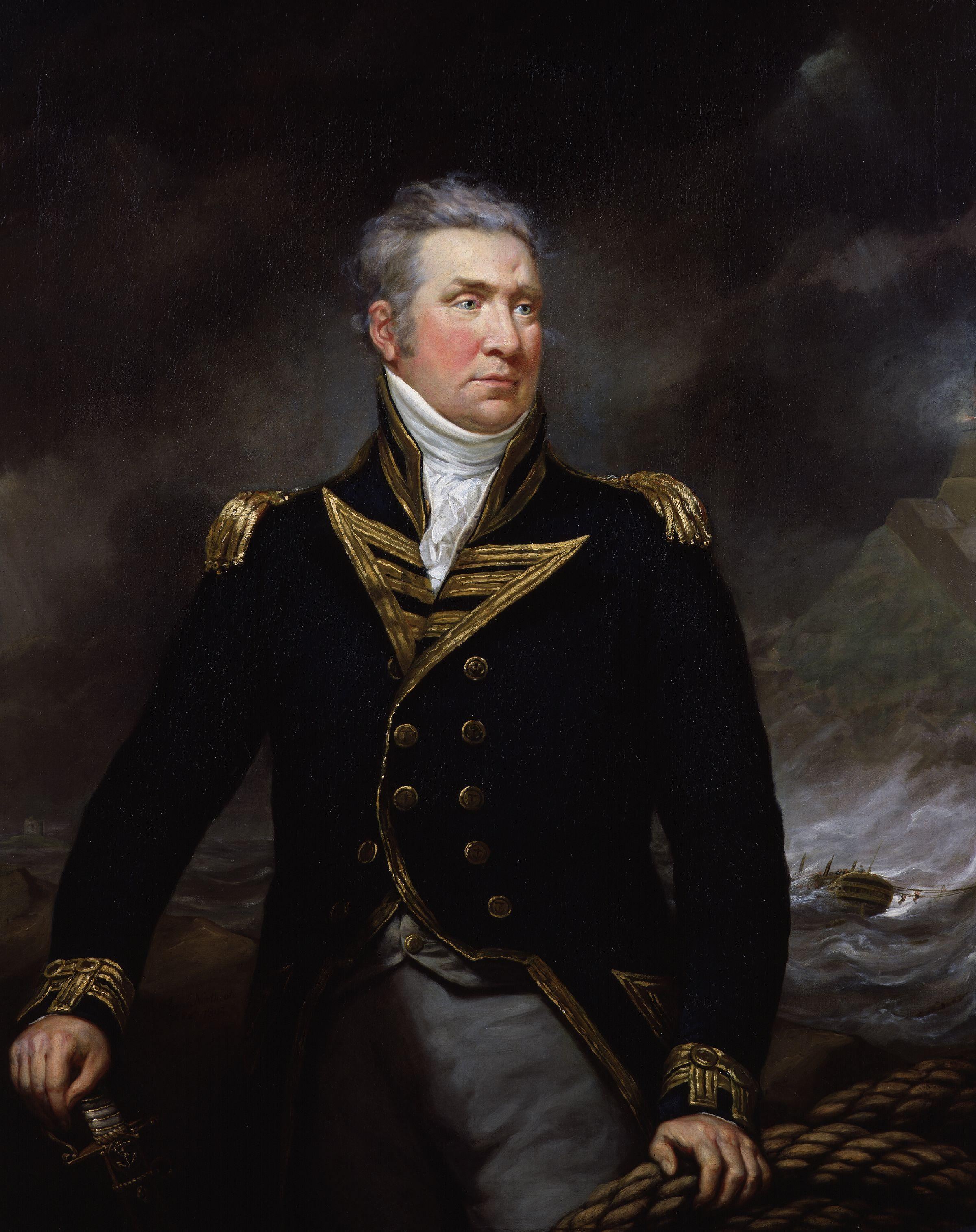
Sir Edward Pellew de James Northcote.

Observando la salida de la flota francesa del puerto al anochecer, Pellew envió inmediatamente el Phoebe a Colpoys y el Amazons a la flota principal con base en Portsmouth para advertirles. Luego se dirigió a la bahía de Brest a bordo del Indefatigable con la intención de frustrar la salida de los franceses. Creyendo que las fragatas de la bahía eran la vanguardia de una flota británica más grande, Morard de Gales trató de hacer pasar su flota por el Raz de Sein. Este canal era un pasaje estrecho, rocoso y peligroso, y de Galles envió corbetas como exploradores pidiéndoles que lanzaran luces intermitentes para guiar al resto de la flota a través de la noche. Pellew observó este movimiento, y condujo al Indefatigable directamente a la flota francesa, disparando bombas y bengalas en direcciones aleatorias. Esta maniobra, destinada a confundir a los oficiales franceses, causó la pérdida del Séduisant, que se estrelló contra el Grand Stevenent, nombre que se da a una roca del Raz, antes de hundirse, llevándose consigo 680 hombres de los 1300 que había a bordo. Las bengalas de socorro enviadas por Le Séduisant añadieron confusión y retrasaron el paso de la flota hasta el amanecer. Cuando su misión de observación fue completada, Pellew llevó su escuadrón a Falmouth, envió un informe al Almirantazgo por semáforo, e hizo que sus naves fueran reajustadas.

### El fracaso de la expedición irlandesa

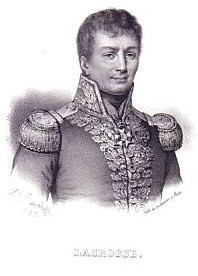
Jean-Baptiste Raymond de Lacrosse.

En diciembre de 1796 y a principios de enero de 1797, la flota francesa hizo varios intentos de desembarcar sus tropas en Irlanda. Al principio de la expedición, la fragata Fraternité, transportada desde Gales y Hoche, se separó del resto de la flota y se perdió el encuentro en Mizen Head. El Almirante Bouvet y el General Grouchy decidieron intentar un desembarco en la Bahía de Bantry sin sus comandantes, pero las condiciones climáticas hicieron imposible cualquier desembarco. Durante más de una semana, la flota esperó una tregua, hasta que Bouvet decidió abandonar la invasión el 29 de diciembre y, después de un último intento fallido en la entrada del Shannon, ordenó a sus barcos que volvieran a  Brest. Durante la expedición y la retirada que siguió, once barcos fueron capturados o varados, lo que provocó la pérdida de miles de soldados y marineros.
El 13 de enero, la mayoría de los sobrevivientes de la flota regresaron a Francia. Sólo un barco de línea permaneció en el mar, el Droits de l'Homme, un buque de 74 cañones clase Téméraire construido y lanzado en Lorient el 29 de mayo de 1794, comandado por el capitán de  marina Jean-Baptiste Raymond de Lacrosse. Tenía 1300 hombres a bordo, incluyendo 549 soldados de la «Legión de los Francos», comandada por el General Humbert. Separado del resto de la flota desde la retirada de Bantry Bay, Lacrosse se dirigió solo hacia la boca del Shannon. Observando que las condiciones eran todavía demasiado malas para permitir un desembarco, Lacrosse ordenó que su barco regresara a Francia. Estuvo atrapado en la tormenta que destruyó o dispersó parte de la flota francesa.
No queriendo marcharse sin asegurarse de que ninguno de los barcos franceses había sido arrojado a tierra, Lacrosse patrulló durante ocho días, capturando los bergantines Cumberland y Calypso, dos corsarios británicos, y luego decidió volver a la costa francesa.

## La batalla

### La caza
Pellew, también, se dirigió a Brest en el Indefatigable, acompañado por el Amazon bajo el mando del Capitán Robert Carthew Reynolds. Mientras el resto de la flota británica en el Canal de la Mancha perseguía sin éxito al resto de la flota francesa, Pellew hizo reacondicionar sus fragatas en Falmouth, y sus barcos estaban armados y preparados para la batalla. A la 1:00 p. m. del 13 de enero del año V del calendario republicano, las fragatas británicas se acercaron a las Islas Ushant en una espesa niebla cuando vieron un barco francés. Este barco, más importante que las dos fragatas británicas, era el Droits de l'Homme. Al mismo tiempo, los vigías del barco francés señalaron a los británicos, y Lacrosse se enfrentó a un dilema, ¿debía o no enfrentarse al enemigo?. Sabía que su barco es más poderoso que sus dos oponentes, pero antes había visto velas hacia el oeste que cree que eran barcos británicos y por lo tanto se consideraba superado en número y probablemente rodeado. Los registros británicos muestran que, de hecho, no había otros barcos en la vecindad y es posible que Lacrosse haya visto la Révolution y la Fraternité regresando a Brest desde la Bahía de Bantry. Además, el Lacrosse tiene que hacer frente a un clima cada vez más deteriorado y a una costa rocosa en la que puede encallar, amenazando su ya dañado buque. Finalmente, llevaba tropas y no podía participar en un enfrentamiento naval indiscriminado. Entonces cree que está a un grado (25 leguas) de Penmarch.
Decidido a evitar el combate, Lacrosse se dirigió al sureste, esperando aprovechar su imponente vela para superar a sus enemigos. Pellew, sin embargo, maniobró para cortar el Droits de l'Homme de la ruta a la costa de Francia. Cuando la caza comenzó alrededor de las 3 p. m., el clima, que ya había sido malo por un mes, empeoró aún más. Un viento del Atlántico arrastró a Ushant, azotando el mar, haciendo más complicadas las maniobras y el fuego de artillería.
A las 4:15 p. m., uno de los brazos del gran velero de los Droits de l'Homme se rompió debido al viento, llevándose dos de los tres mástiles. Este daño ralentizó considerablemente el barco francés y permitió a Pellew, que entonces reconoció a su oponente como un barco francés de línea, enfrentarse al Droits de l'Homme.

### El combate
Pellew es consciente de que sus fragatas eran superadas por un oponente mucho más fuerte, y que el Amazon, que estaba a ocho millas náuticas (14,8 km) de distancia, no era lo suficientemente grande para restablecer el equilibrio de poder a su llegada. Por otra parte, tenía razón al pensar que el océano era demasiado turbulento para permitir que el Lacrosse abriera sus baterías inferiores sin correr el riesgo de que entraran grandes olas, causando la pérdida del Droits de l'Homme. En realidad, el buque francés era totalmente incapaz de abrir sus baterías inferiores durante el combate: un diseño inusual para la época había colocado las aberturas 14 pulgadas (35,6 cm) más bajas que en los buques convencionales, y como resultado el agua amenazaba con entrar en cada intento de abrirlas, impidiendo que se utilizara la artillería de la cubierta inferior y reduciendo la potencia de fuego del buque. En cualquier caso, el Lacrosse siempre tuvo una ventaja en términos de tamaño, tonelaje y tamaño de la tripulación. Sin embargo, la situación para él había empeorado con la pérdida de sus dos mástiles de amarre, reduciendo la estabilidad del buque y sometiéndolo a un balanceo tan severo que le era imposible disparar con precisión los tiros de artillería a las fragatas británicas.

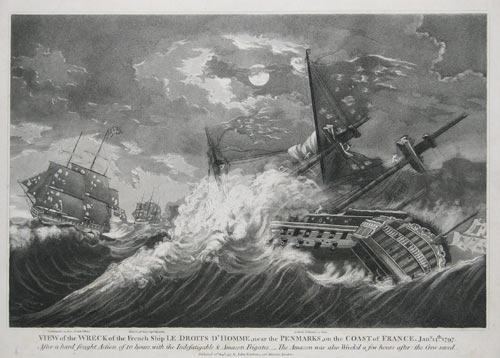
Grabado que muestra dos barcos dañados empujados lejos de la costa, mientras que en el fondo un tercer barco, también dañado, está sumergido por una ola. Vista del naufragio del barco francés el Droits de l'Homme, gravado de John Fairburn.

Para sorpresa de Lacrosse y sus oficiales, el Indefatigable no se retiró frente a un barco de línea. A las 5:30 p. m., el Indefatigable y el Droits de l'Homme intercambiaron cañonazos y proyectiles de mosquetería, y la fragata intentó el tomar el barco. Lacrosse reaccionó e intentó el abordaje del Indefatigable, sin éxito. Ninguna de estas maniobras fue posible, el Droits de l'Homme logró embestir la fragata pero causó pocos daños y la mayoría de los disparos que se le hicieron terminaron en el océano.
A las 6:45 p. m., después de una hora y media de lucha, el Amazon se puso al alcance y disparó una bengala en la líneade flotación del Droits de l'Homme, antes de alejarse con el Indefatigable para reparar. Durante este intercambio de disparos, uno de los cañones del Droits de l'Homme explotó, causando grandes pérdidas en su cubierta. Acercándose al barco francés con todas las velas desplegadas, Reynolds se puso al alcance del cañón del Droits de l'Homme. El Lacrosse respondió a esta nueva amenaza maniobrando para llevar las dos fragatas británicas a estribor para evitar quedar atrapado en el fuego cruzado. El enfrentamiento continuó hasta las 19.30 horas, cuando el Amazon y el Indefatigable se alejaron para hacer más reparaciones. Alrededor de las 8:30 p. m., los británicos reabrieron el fuego. Aprovechando la superioridad de sus velas, se dieron la vuelta y la tomaron la enfilada. Apoyándose en su infantería, Lacrosse intentó atrapar a uno de sus dos oponentes, con la esperanza de atraparlo en una colisión y obligar al otro a rescatarlo y exponerse también a un abordaje.
Alrededor de las 10:30 p. m., estaba en grandes dificultades, sufriendo severas pérdidas entre su tripulación y las tropas a bordo, y su mástil de mesana fue arrastrado por una bala de cañón. Ante el estado de su adversario, las fragatas británicas trataron de acercarse manteniendo su frecuencia de fuego, pero fueron repelidas una vez más. Habiendo agotado sus 4000 balas de cañón, Lacrosse se vio obligado a cargar sus armas con varios proyectiles aún menos precisos. No obstante, este último logró alejar temporalmente a las fragatas. Alrededor de la una de la mañana, el brazo del teniente de la Marina Châtelain se fracturó, y unos momentos después, el comandante Lacrosse fue golpeado en la rodilla izquierda por el rebote de una bala de cañón. Hizo jurar a su tripulación que no dejaran la bandera francesa, antes de entregar el mando a su primer oficial.
La batalla duró otras cuatro horas; alrededor de las 4:20 a. m., el Droits de l'Homme señaló la costa a sólo 2 millas náuticas (3,7 km) de distancia. El barco intentó tocar tierra, rompiendo su  trinquete y los mástiles del bauprés dañados en el combate. Desmantelado, sus anclas dañadas y su timón destruido, el barco Droits de l'Homme se precipita a tierra.

## Naufragios delDroits de l'Hommey delHMS Amazon

Localización de naufragios.

Pellew intentó inmediatamente volver al mar para escapar del naufragio y le dijo a Reynolds que lo siguiese. A pesar de los daños causados por el clima y los combates, se las arreglan para escapar, el Amazon hacia el norte y el Indefatigable hacia el sur. Inicialmente, se previó que la tierra avistada fuese la isla de Ushant, lo que dejaría todo el margen de maniobra necesario. Sin embargo, a las 06.30 horas, cuando el cielo comenzó a despejarse, se hizo evidente a bordo del Indefatigable que había rompeolas al sur y al este, lo que indicaba que los tres barcos habían ido a la deriva durante la noche en la bahía de Audierne. Al descubrir su situación, Pellew comenzó a dirigir su fragata hacia el oeste, intentando escapar del peligro navegando contra el viento. Hubo que reparar los aparejos dañados antes de que pudiera cambiar de rumbo. Debido a su decisión de dirigirse al norte, el Amazon tenía entonces incluso menos espacio para maniobrar que el Indefatigable, y a las 05.00 horas el buque encalló en un banco de arena. Todos los intentos de liberarse fueron infructuosos y a las 08.00 Reynolds ordenó a sus hombres que se prepararan para abandonar el barco. La tripulación del Amazon se refugió en la costa y fue hecha prisionera. El Indefatigable, aunque reducido a la condición de pontón, logró rodear los arrecifes de Penmarc'h y escapar.
Está más dañada que las fragatas británicas y está más cerca de los acantilados cuando se ve la tierra. Mientras la tripulación francesa hacía esfuerzos desesperados por dirigirse al sur, el trinquete y el bauprés cedieron bajo la presión del viento. Con la nave ahora ingobernable, Lacrosse ordena que la nave eche el ancla con el objetivo de mantener su posición hasta que se puedan hacer las reparaciones. Lamentablemente, esta orden era imposible de cumplir: ya se habían perdido dos anclas en la Bahía de Bantry y el cable de una tercera se había cortado por el fuego británico durante la batalla, dejándola inutilizable. El último ancla fue soltada, pero no pudo sostener el barco y a las 7 de la mañana, según la versión francesa de la batalla, el Droits de l'Homme encalló en un banco de arena frente a la ciudad de Plozévet. Esto rompe el mástil restante y la nave golpea su flanco. En la tormenta, las canoas ligeras fueron arrastradas por las olas antes de ser lanzadas. Varios de sus marineros perecieron mientras intentaban establecer un regreso o buscar rescate. En la noche del 25 al 26, cinco botes de remos de Audierne lograron llevarse a los heridos y a unos 400 marineros o soldados; la tormenta interrumpió las operaciones de rescate durante cinco días. El 30, Lacrosse se embarcó en una corbeta que había sido enviada desde Brest después de asegurarse de que no quedaba ni un solo hombre a bordo.

#### ElHMS Amazon
Cuando el sol salió sobre la Bahía de Audierne, una multitud de lugareños se reunieron en la playa. Se encuentra en su lado justo enfrente de la ciudad de Plozévet, y grandes olas se estrellan en su casco. Dos millas náuticas (3,7 km) más al norte, el Amazon se encuentra en un banco de arena, la tripulación trata de lanzar canoas para volver a tierra, mientras que el Indefatigable es el único barco que sigue flotando cerca de las rocas de Penmarc'h al sur de la bahía a las 11 de la mañana. A bordo del Amazon, Reynolds fue capaz de mantener la disciplina y sólo seis hombres desobedecieron sus órdenes de lanzar las canoas de forma ordenada y construir balsas para que toda la tripulación pudiera escapar del hundimiento. Estos seis hombres robaron una canoa e intentaron llegar a la costa solos, pero fue sumergida por una ola y se ahogaron. El resto de la tripulación, incluyendo los heridos en los combates de la noche anterior, llegaron a salvo a la costa a las 9:00 a. m. Fueron tomados prisioneros de guerra por las autoridades francesas.

### ElDroits de l'Homme
Diversos objetos de los Derechos Humanos, buque naufragado en la bahía de Audierne el 14 de enero de 1797 (museo marítimo de Cap-Sizun en Audierne).
En cuanto al Droits de l'Homme, el daño era irreparable. Las sucesivas olas se llevaron consigo un número creciente de hombres que hasta entonces se habían aferrado al casco y los desesperados intentos de lanzar canoas fracasaron uno tras otro, siendo arrastrados estos ligeros barcos y rotos por las olas. Las balsas se construyeron para tirar de una cuerda entre el barco y la orilla, pero estas cuerdas tuvieron que ser cortadas para evitar que las balsas se hundieran. Algunos hombres en las balsas pudieron llegar a la orilla. Se intentó nadar de vuelta a la orilla con cuerdas, pero los hombres se ahogaron o fueron arrastrados hacia el barco por la fuerza de las olas. Sin esperanza desde la orilla, cae la noche del 14 de enero  con la mayoría de la tripulación todavía a bordo. Durante la noche, las olas penetraron en la popa del barco, inundando gran parte de las cubiertas inferiores. En la mañana del 15 de enero, un pequeño bote que transportaba nueve prisioneros británicos de Cumberland volvió a la orilla, lo que hizo que se lanzaran varias balsas pequeñas desde el naufragio con la esperanza de llegar a la playa. Sin embargo, la fuerza de las olas aumentó de nuevo y ninguna de las balsas logró pasar.
En la mañana del 16 de enero, el hambre y el pánico se apoderaron de lo que quedaba del barco, y cuando una gran balsa que transportaba a los heridos, dos mujeres y seis niños fue lanzada durante una pausa en el clima, más de 120 hombres sanos trataron de subir a bordo con desesperación. La sobrecarga lastró la balsa considerablemente y tan pronto como una gran ola la golpeó, se volteó, llevándose a todos los que estaban a bordo con ella. Por la noche, los supervivientes, que habían estado sin comida ni agua potable durante varios días, comenzaron a morir por las penurias, y al menos un oficial se ahogó en un intento desesperado de nadar hasta la orilla. Durante la noche, los supervivientes, reunidos en las partes menos expuestas del casco, comenzaron a beber agua de mar, orina o vinagre de un pequeño barril que flotaba en la bodega, con la esperanza de evitar la muerte por deshidratación. En la mañana del 17 de enero, la tormenta finalmente amainó y la esperanza se reavivó a bordo con la llegada de un bergantín, el Arrogant. Esta nave no pudo acercarse demasiado sin encallar, pero se enviaron canoas al naufragio con la esperanza de traer de vuelta a los supervivientes. Al bergantín se unió más tarde ese día el  cúter l'Aiguille.
En cuanto a Droits de l'Homme, muchos sobrevivientes estaban ahora demasiado débiles para saltar a las canoas que les enviaron y muchos se ahogaron cuando se lanzaron al agua. Muchos otros no encontraron sitio en las pequeñas canoas que se les enviaban, y sólo se pueden salvar 150 hombres el 17 de enero. A la mañana siguiente, cuando los barcos de rescate regresaron, sólo había 140 supervivientes a bordo y, al menos, otros tantos habían muerto durante la noche. Los últimos hombres que abandonaron el barco fueron Jean Humbert y Jean-Baptiste Lacrosse. Los sobrevivientes fueron llevados a Brest, donde recibieron ropa y comida y los prisioneros fueron tratados en el hospital de la ciudad. Los prisioneros ingleses de Cumberland fueron enviados de vuelta a Gran Bretaña en reconocimiento de sus esfuerzos por salvar a las víctimas del naufragio.

## Posterioridad

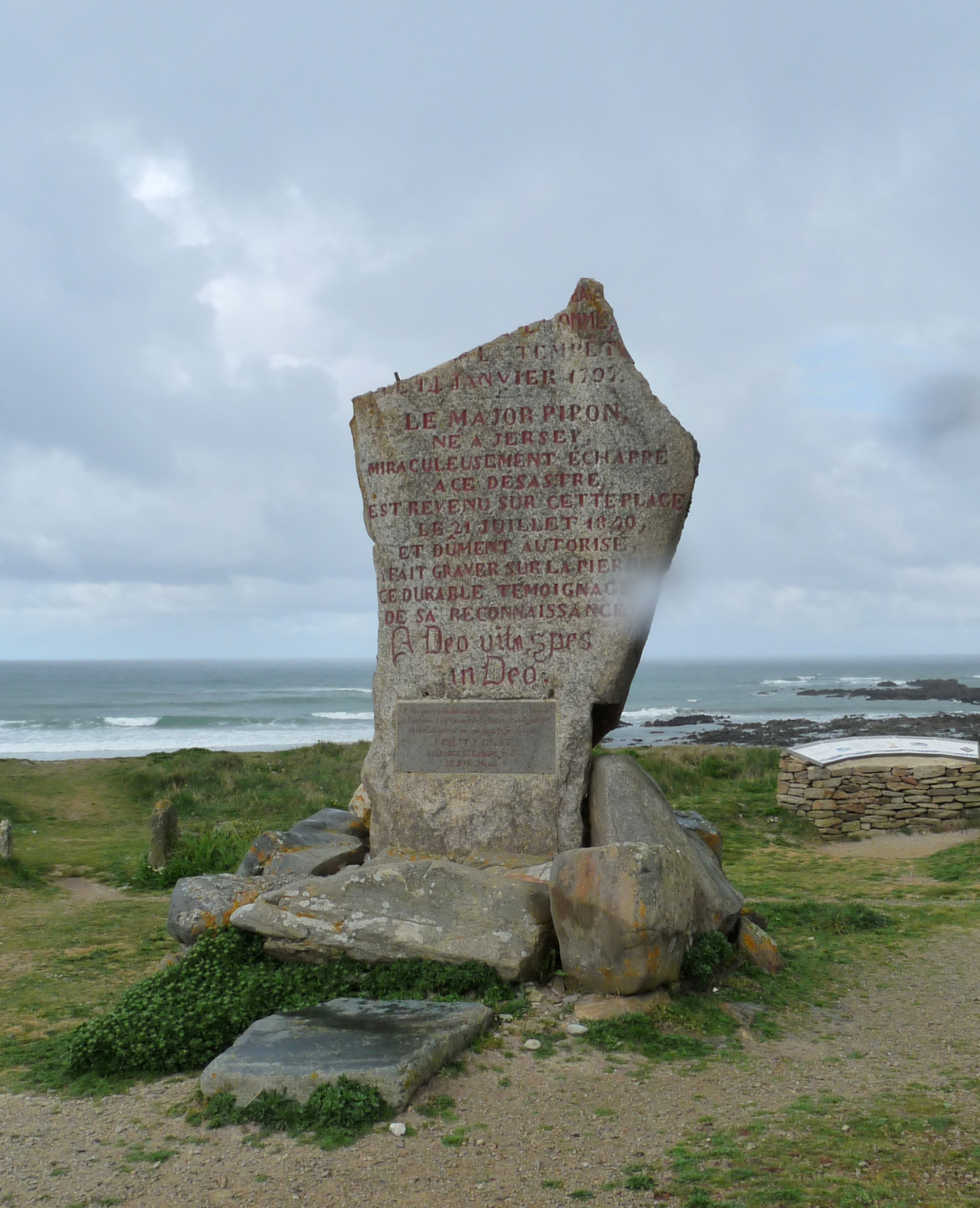
Menhir des Droits de l'Homme en Plozévet (Finistère).

El número exacto de víctimas francesas es difícil de determinar; el menhir grabado en 1840 en Plozevet indica unos 600 muertos, la losa de granito colocada en 1937 indica 400. La estimación más alta es de 900 muertos de los 1300 hombres a bordo del Droits de l'Homme: 103 muertos durante la batalla y sólo 300 salvados tras el naufragio, entre la mañana del 14 de enero y la mañana del 18 de enero. Las cuentas hechas según el informe del comandante Lacrosse indicarían aproximadamente 400 muertos: 154 llegaron a la orilla por fortuna, 100 fueron recuperados por botes de remos el 17 de enero, seguidos el mismo día por 300 por el cúter l'Aiguille, 150 por la corbeta l'Arrogant al día siguiente, seguidos por los últimos 200 por el Aiguille. La Amazon perdió tres hombres en la batalla y seis en su hundimiento, a los que hay que añadir quince heridos, mientras que el Indefatigable  no sufrió ninguna baja, sólo dieciocho heridos. La gran diferencia entre las pérdidas humanas de ambos lados durante la batalla se debe probablemente a la extrema dificultad que tuvieron los artilleros franceses para atacar al enemigo debido a la inestabilidad de su buque desarmado. La discrepancia se debe probablemente también al hecho de que los artilleros franceses solían apuntar a los maduros para detener el barco pero causaban pocas bajas mientras que sus homólogos regaban la cubierta y disparaban al casco, causando muchos más estragos entre la tripulación.
Reynolds y sus oficiales fueron intercambiados por prisioneros franceses unas semanas más tarde y tras una investigación rutinaria del consejo de guerra por la pérdida de su barco, fueron absueltos y felicitados «con la más alta aprobación del tribunal». Reynolds recibió posteriormente el mando de la fragata HMS Pomone. Los tenientes de cada una de las fragatas fueron ascendidos y compartieron la captura (las cuotas de captura se basan en el número de tripulantes de los barcos enemigos destruidos o hundidos). Pellew permaneció al mando del Indefatigable en las costas de Brest durante un año y capturó varios barcos mercantes franceses. Posteriormente fue ascendido varias veces y al final de las guerras napoleónicas en 1815 fue nombrado Lord Exmouth, y nombrado Comandante en Jefe de la Flota del Mediterráneo. Reynolds no sobrevivió a esta guerra, muriendo en el hundimiento del HMS St George en 1811. Lacrosse y Humbert no fueron condenados por la pérdida de su barco: el capitán fue ascendido a Contralmirante y más tarde fue nombrado Embajador de Francia en España, mientras que Humbert dirigió el siguiente e igualmente desafortunado intento de invadir Irlanda, haciéndose prisionero al final de la Batalla de Ballinamuck en 1798.
En Gran Bretaña, las noticias de la batalla fueron recibidas con entusiasmo: el Primer Lord del Almirantazgo Lord Spencer describió la batalla como una hazaña que creo que nunca antes había honrado nuestros anales navales hasta tal punto. El historiador James Henderson, muy entusiasta, dice de la confrontación: fue una hazaña de armas y marinería como nunca se ha hecho antes, y nunca se volverá a hacer y Richard Woodman dice que fue un deslumbrante despliegue de marinería por parte de todos los involucrados en la alternancia de la oscuridad y la luz de la luna de una noche ruidosa. Cincuenta años después de la batalla, esta batalla es reconocida con la Medalla de Servicios Generales de la Marina, con el aval « Indefatigable 13 Jany. 1797 » y Amazon 13 Jany. 1797, otorgado a petición de todos los participantes británicos que aún vivían en 1847.
En la bahía de Audierne, en Plozévet, se erigió un menhir conmemorativo en 1840 por uno de los supervivientes, el Mayor Pipon, nacido en Jersey. Este menhir de Droits de l'Homme ha sido clasificado como monumento histórico desde el 25 de noviembre de 1881.
Una losa de granito, rodeada por dos cañones procedentes del Amazon, fue colocada en agosto de 1937 por el Sr. Le Bail, alcalde de Plozevet. Acompaña a los restos encontrados en las dunas después de varias tormentas, y se reincorpora cerca de la iglesia.

### En francés
- Charles Mullié, Biographie des célébrités militaires des armées de terre et de mer de 1789 à 1850, 1852 [détail de l’édition].
- Louis-Gabriel Michaud et Joseph Michaud, Biographie universelle, ancienne et moderne : ou, Histoire, par ordre alphabétique de la vie publique et privée de tous les hommes qui se sont fait remarquer par leurs écrits, leurs actions, leurs talents, leurs vertus ou leurs crimes, Michaud frères, 1841 (lire en ligne [archive]), p. 325-329.
- Maurice Loir, Gloires et souvenirs maritimes, Hachette, coll. « Aventures de mer », 1895, 331 p., « L'héroïque résistance du vaisseau Les Droits de l'Homme », p. 90 et suiv.
- Jakez Cornou et Bruno Jonin, Combat et naufrage du vaisseau « Droits de l'Homme » 1797, Quimper, éditions Sked, 1997 (ISBN 2907402005).
- Jakez Cornou et Bruno Jonin, L'odyssée du vaisseau « Droits de l'homme » : L'expédition d'Irlande de 1796, éditions Dufa, 1.er janvier 1988, 216 p.
- Roland Chatin, Tempêtes et naufrages et pays Bigouden, Collection mémoire, éditions R. Chatain, 1985, 160 p. (ISBN 2950806902).

### En inglés
- (en) William Laird Clowes, The Royal Navy, A History from the Earliest Times to 1900, vol. IV, Chatham Publishing, 1997 (ISBN 1-86176-013-2). Document utilisé pour la rédaction de l’article
- (en) Robert Gardiner, Fleet Battle and Blockade, Caxton Editions, 2001 (ISBN 1-84067-363-X). Document utilisé pour la rédaction de l’article
- (en) James Henderson CBE, The Frigates, Leo Cooper, 1994 (ISBN 0-85052-432-6). Document utilisé pour la rédaction de l’article
- (en) William James, The Naval History of Great Britain, 1797-1799, vol. 2, Conway Maritime Press, 2002 (ISBN 0-85177-906-9). Document utilisé pour la rédaction de l’article
- (en) Thomas Pakenham, The Year of Liberty: The Story of the Great Irish Rebellion of 1798, Londres, Abacus, 2000 (ISBN 978-0-349-11252-7). Document utilisé pour la rédaction de l’article
- (en) C. Northcote Parkinson, Edward Pellew Viscount Exmouth, Londres, Methuen & Co, 1934. Document utilisé pour la rédaction de l’article
- (en) Geoffrey Regan, Naval Blunders, Andre Deutsch, 2001 (ISBN 0-233-99978-7). Document utilisé pour la rédaction de l’article
- (en) Nicholas Tracy, The Naval Chronicle, 1793-1798, vol. 1, Chatham Publishing, 1998 (ISBN 1-86176-091-4), « Narrative of the dreadful Shipwreck of Les Droits de L'Homme, a French ship, of 74 guns, driven on shore on the 14th February 1797, after a severe Action with the Indefatigable and Amazon Frigates, under the Command of Sir Edward Pellew and Captain Reynolds. By Elias Pipon, Lieutenant. 63rd Regiment. ». Document utilisé pour la rédaction de l’article
- (en) Richard Woodman, The Sea Warriors, Constable Publishers, 2001 (ISBN 1-84119-183-3). Document utilisé pour la rédaction de l’article

- Datos: Q3061033
- Multimedia: Action of 13 January 1797 / Q3061033